# Parc Clara-Zetkin (Leipzig)
Le parc Clara-Zetkin (Clara-Zetkin-Park) est un espace vert au centre-ouest de Leipzig qui fait la jonction entre la partie sud et la partie nord de la forêt alluviale. Il est situé à Leipzig-Zentrum-Süd, Leipzig-Zentrum-West, Leipzig-Schleußig et Leipzig-Lindenau. Parc d'un seul tenant de 125 ha traversé seulement par la dérivation inférieure de l'Elster blanche, il a été divisé en 2011 en plusieurs zones nominatives : le parc Johanna (Johannapark) près du ring e du Promenadenring, le parc Clara Zetkin au sud sur les deux rives de la Pleiße et la Palmeraie (Palmengarten) sur la rive gauche au nord à Leipzig-Lindenau. L'ensemble continue néanmoins à être nommé Clara-Zetkin-Park ou familièrement Clara-Park par les lipsiens.

## Histoire

### Parc Johanna
Le banquier lipsien Wilhelm Seyfferth (1807-1881) achète à l'école saint-Thomas de Leipzig en 1858 un champ du nom de Martorffer Wiese pour une somme de 19 000 Thaler. Il complète son acquisition par un échange de parcelle avec le Seichwiese et un terrain universitaire. Entre 1861 et 1863, il commissionne l'architecte paysagiste Peter Joseph Lenné d'aménager un parc de 6,34 ha dans le style d'un jardin à l'anglaise constitué d'arbres exotiques et d'une grande mare avec un îlot en son centre.
À l'origine du nom du parc est la fille de Seyfferth, Johanna Natalie Schulz, née Seyfferth en 1836 et morte en 1858 à 21 ans. Selon la légende, la jeune fille se serait éprise d'un jeune officier chevaleresque, mais sa famille se serait opposé à cette union, ayant comme projet de la marier au Dr Gustav Schulz. Le chagrin d'amour de Johanna était tel que son état physique aurait périclité et qu'elle serait devenue infirme. Alors que son père finit par céder et organiser une rencontre avec l'élu de son cœur lors d'une veillée de noël, l'affliction et la mauvaise santé de Johanna est trop avancée et elle meurt quelques mois plus tard. Son père, rongé par le chagrin, décide de dédier ce parc à feu sa fille.
À la mort de Wilhelm Seyfferth en 1881, le parc revient par vœu testamentaire à la ville de Leipzig, qui l'agrandit à 8 hectares. Une église luthérienne néogothique est construite dans le parc entre 1884 et 1887. En 1896, un buste de Seyfferth en marbre est sculpté par Melchior zur Straßen (1832-1896) et exposé dans le parc.

### Jardin public Scheibenholz et parc du roi Albert

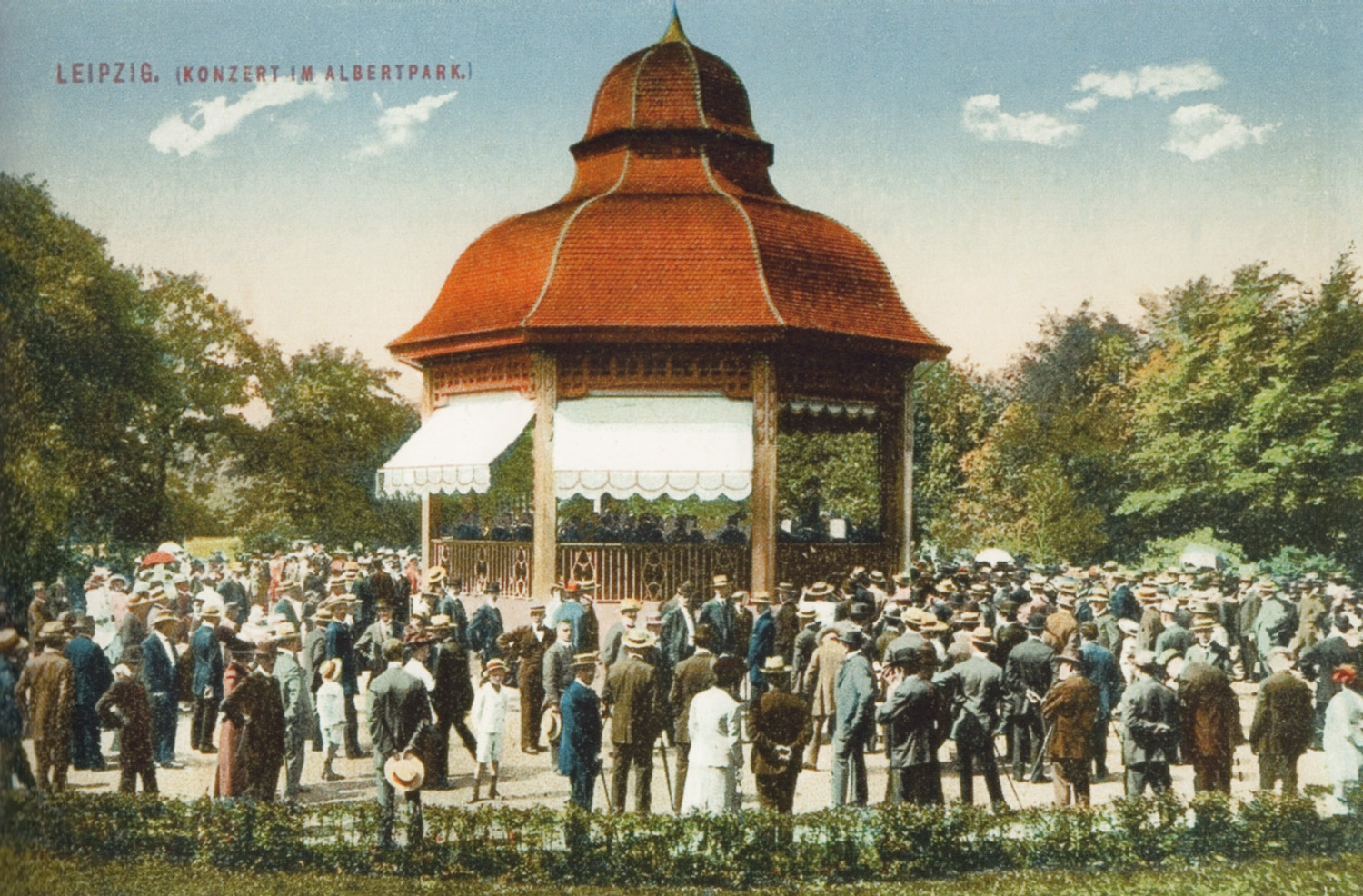
Le pavillon musical en 1915

En 1863, la première course a lieu à l'hippodrome de Scheibenholz, à Leipzig-Südvorstadt sur la rive droite de la dérivation inférieure de l'Elster (Elsterflutbett). L'hippodrome avait été construit dans la forêt alluviale sur un terrain appartenant au conseiller municipal Scheibe, d'où le nom « bois de Scheibe ». Au nord de l'hippodrome subsistait un bois. Le paysagiste municipal Otto Wittenberg décide d'en faire un jardin public. Tout comme Seyfferth, l'intention de Wittenberg était de sauvegarder cet espace naturel des promoteurs immobiliers, car la surface urbanisée de la ville augmentait d'année en année. Entre 1849 et 1875, la population lipsienne avait plus que doublé, passant de 62 374 à 127 387 hab., une évolution démographique qui allait quintupler jusqu'en 1900, avec l'intégration des communes limitrophes. En convertissant la forêt en jardin public, Wittenberg voulait aussi garantir un couloir naturel entre le centre-ville et la dérivation de l'Elster. En 1877, le jardin public à Scheibenholz (Volksgarten im Scheibenholz) est ouvert. Il sera plus tard renommé en « parc ».
Du 24 avril au 19 octobre 1897 eut lieu la foire des métiers et de l'industrie de Saxe et de Thuringe (Sächsisch-Thüringischen Industrie- und Gewerbeausstellung). Couvrant 40 hectares avec 3 027 exposants, le site de la foire se trouve sur les deux rives de la dérivation de l'Elster, reliées entre elles par le nouvellement construit Sachsenbrücke (« pont de Saxe »). Le pont reçoit ce nom en référence au ralliement des Saxons — initialement du côté napoléonien — aux forces prussiennes pendant la bataille de Leipzig. 
Après la fin de la foire, il est décidé de continuer d'aménager le site en un parc, ce qui fait la jonction sur la rive droite entre le parc Johanna et le parc de Scheibenholz et constitue un grand jardin paysager d'un seul tenant. L'aménagement du parc par Otto Wittenberg puis, à sa mort en 1901, par son successeur Carl Hampel, coûte un total de 180 000 Marks-or. Il est appelé parc du roi Albert pour le 25e anniversaire du couronnement du Roi de Saxe Albert. Une véloroute du nom d'Anton-Bruckner-Allee traverse le parc et le pont. Plusieurs mares et quelques tertres sont également aménagés. Le Pavillon musical (Musikpavillon) où seront donnés nombre de représentations et de concerts est construit au début du XXe siècle sur ce qui est aujourd'hui la Richard-Strauß-Platz.

### La palmeraie et le bosquet Richard-Wagner

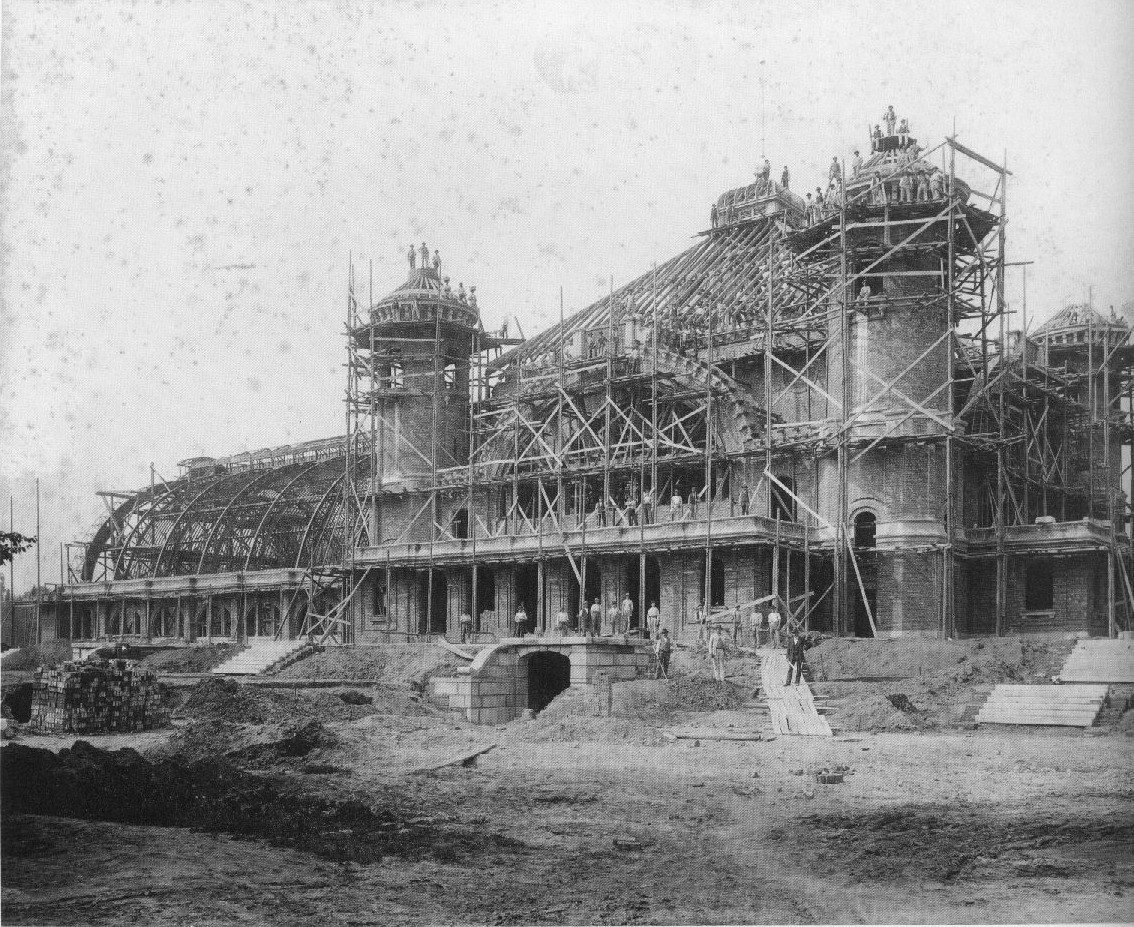
La construction de la Gesellschaftshaus de la Palmeraie en 1899.

Après l'exposition horticole internationale de 1893 organisée pour fêter les 50 ans de la fondation de la société des horticulteurs lipsiens (Leipziger Gärtner-Verein), un concours est organisé pour aménager un terrain de la forêt alluviale au nord de la petite Luppe et au sud de la Käthe-Kollwitz-Straße selon le modèle de la palmeraie de Francfort-sur-le-Main. Le concours est gagné par le paysagiste francfortois Eduard May mais le contrat est finalement signé avec le pépiniériste de Leipzig-Lindenau Otto Moßdorf, qui était arrivé second au concours et avait contribué à l'organisation de l'exposition horticole. Une société par actions est fondée pour réaliser le projet. Le projet est inauguré le 29 avril 1899 par le bourgmestre lipsien Otto Georgi (1831-1918) qui tient un discours sur le « centre de loisirs le plus distingué de la ville » réservés pour les « milieux supérieurs » de la société.
La plus grande attraction de ce parc de 22,5 ha est une salle de spectacle monumentale conçue par les architectes Arthur Johlige (1857-1937) et August Hermann Schmidt (1858-1942), la Gesellschafts- und Konzerthaus. Au sud de ce bâtiment se trouvait la palmeraie même, située dans une serre de 1 280 m2 où étaient cultivés différentes essences exotiques en plus des palmiers. Une mare de 11 050 m2 est aménagée à proximité.
Le bassin de l'Elster est construit et mis en eau vers 1925. En 1932 naît l'idée de construire sur ses rives un monument en l'honneur de Richard Wagner, le compositeur né à Leipzig en 1813. À l'occasion du cinquantième anniversaire de la mort de Wagner, le 19 février 1933, le bourgmestre de Leipzig (et futur résistant) Carl Friedrich Goerdeler fait les louanges de Wagner dans un discours et lance un concours international pour l'édification d'un monument. En avril 1933, un jury de 600 personnes sélectionne le sculpteur Emil Hipp (1893-1965) pour réaliser le monument. On prévoit également un parc linéaire rigoureusement rectangulaire long de 225 m. sur la rive est du bassin conçu par l'architecte-paysagiste Gustav Allinger (1891-1974) et agrémenté d'un parterre de fleurs qui s’appellera Richard-Wagner-Hain (« le bosquet de Wagner »). Après la Machtergreifung du parti national-socialiste, la fondation de ce monument est instrumentalisée par les nazis. Adolf Hitler pose lui-même la première pierre le 6 mars 1934. En 1942 pourtant, tout le Richard-Wagner-Hain était achevé à l'exception du monument. La ville de Leipzig sous contrôle soviétique décide dans l'après-guerre de renoncer au monument, même s'il avait déjà été financé, car le nom de Wagner avait été approprié par l'idéologie nazie et de renommer le parc en hommage à Clara Zetkin, tout comme l'ensemble du parc y compris la palmeraie et le parc Johanna.

### Parc Clara-Zetkin
En 1955, alors que Leipzig est passé en Allemagne de l'Est, les autorités municipales décident de fusionner le parc Johanna, le parc de Scheibenholz, le parc du Roi Albert, la palmeraie, Klingerhain et Richard-Wagner-Hain pour former le « parc culturel central Clara-Zetkin », en l'honneur de la femme politique socialiste et féministe. Cela ne représentait pas de changement physique puisqu'il n'y a aucun enclos ni même de marquage qui signale les limites des différents parcs : l'ensemble forme un écosystème d'un seul tenant. Outre le renommage, la municipalité a beaucoup investi dans le parc, en aménageant des aires de jeu, un théâtre de verdure, en faisant des concerts dans le pavillon musical, en revivifiant le restaurant et en multipliant les événements culturels et sportifs. Entre 1951 et 1958, une course de moto y prenait place chaque année en attirant quelque 200 000 spectateurs.
En 1967, en lieu et place de l'ancien monument d'Otto von Bismarck démonté par les nazis pour en faire des armes, on décide d'inaugurer la statue en bronze de Clara Zetkin, sculpté par Walter Arnold (1909-1979). Il est inauguré le 3 juillet 1967, au 110e anniversaire de la naissance de Zetkin. 
Depuis les années 1990, le parc est le théâtre de nombreuses nouvelles manifestations culturelles. Un cinéma en plein air est installé, l'aire de jeu est rénovée, l'Anton-Bruckner-Allee est goudronnée pour être pratiquée non seulement par les cyclistes, les cavaliers et les piétons, mais aussi par les skaters et les rollers. Des sanisettes sont aussi accessibles dans le parc.
Tous les ans à la pentecôte, le parc fait partie des nombreux lieux à Leipzig où se retrouvent les festivaliers du Wave-Gotik-Treffen. Le théâtre de verdure Parkbühne est notamment utilisé comme scène de concert.

## Galerie

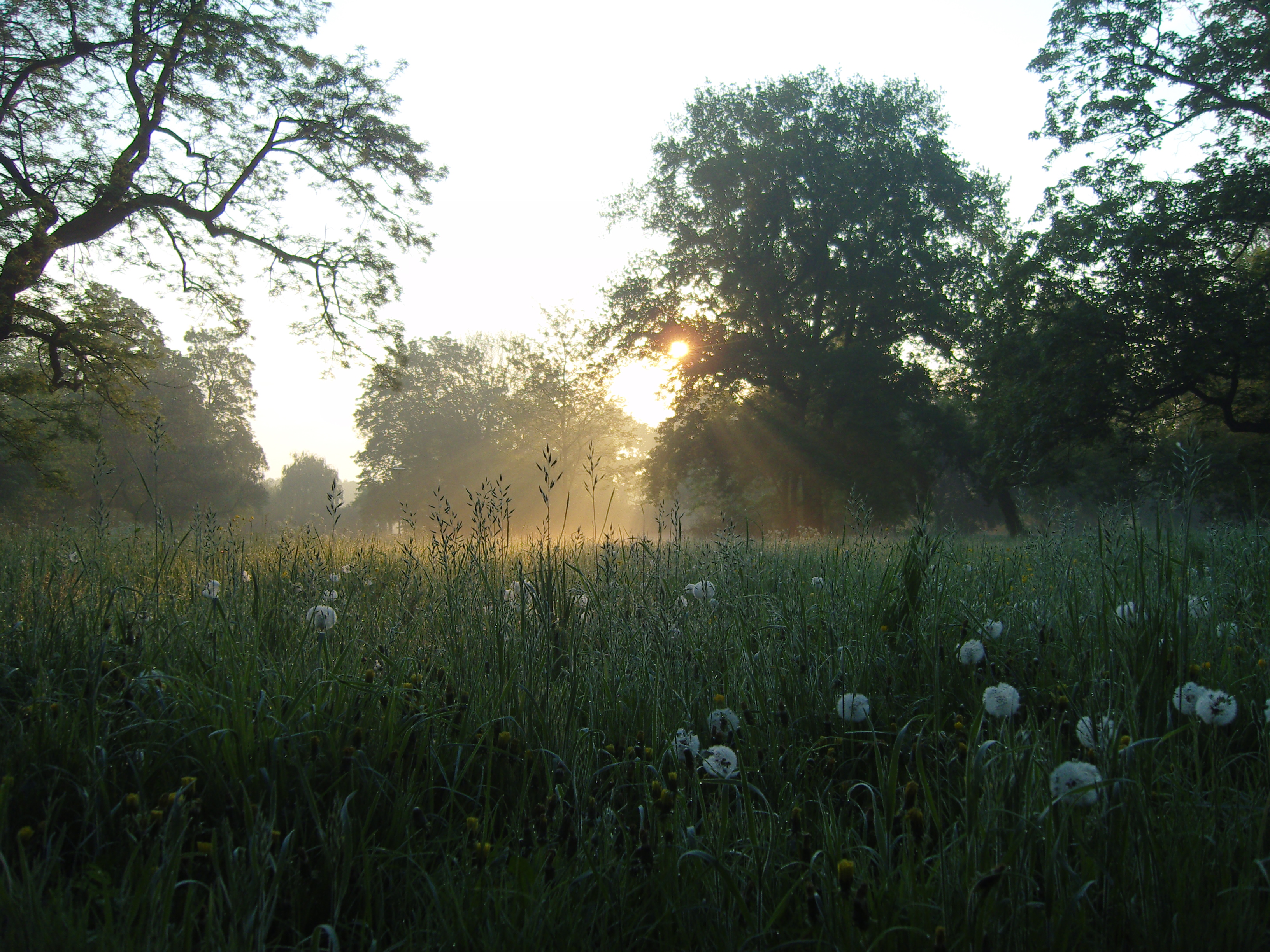
Lever de soleil dans la palmeraie.
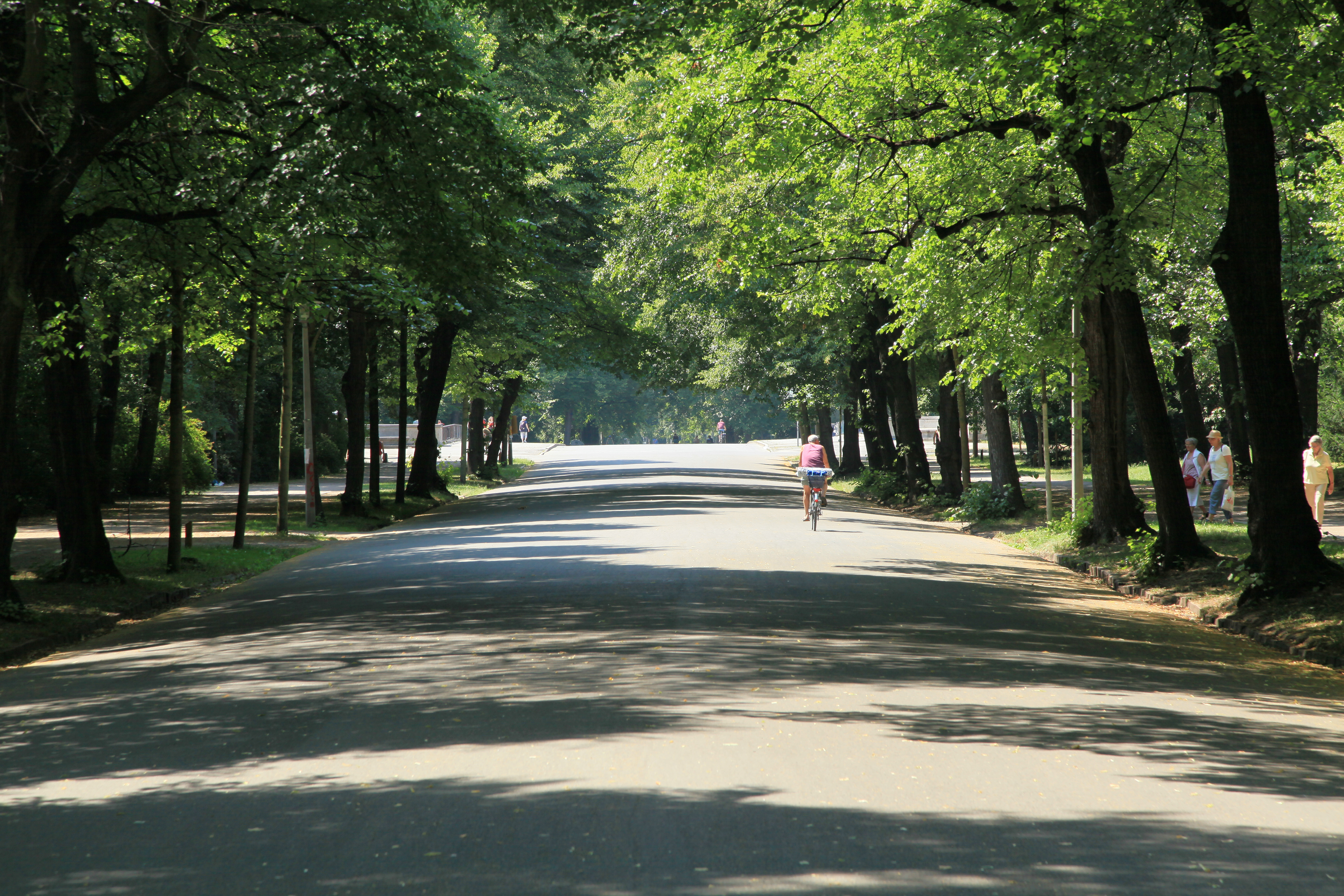
La véloroute Anton-Bruckner-Allee
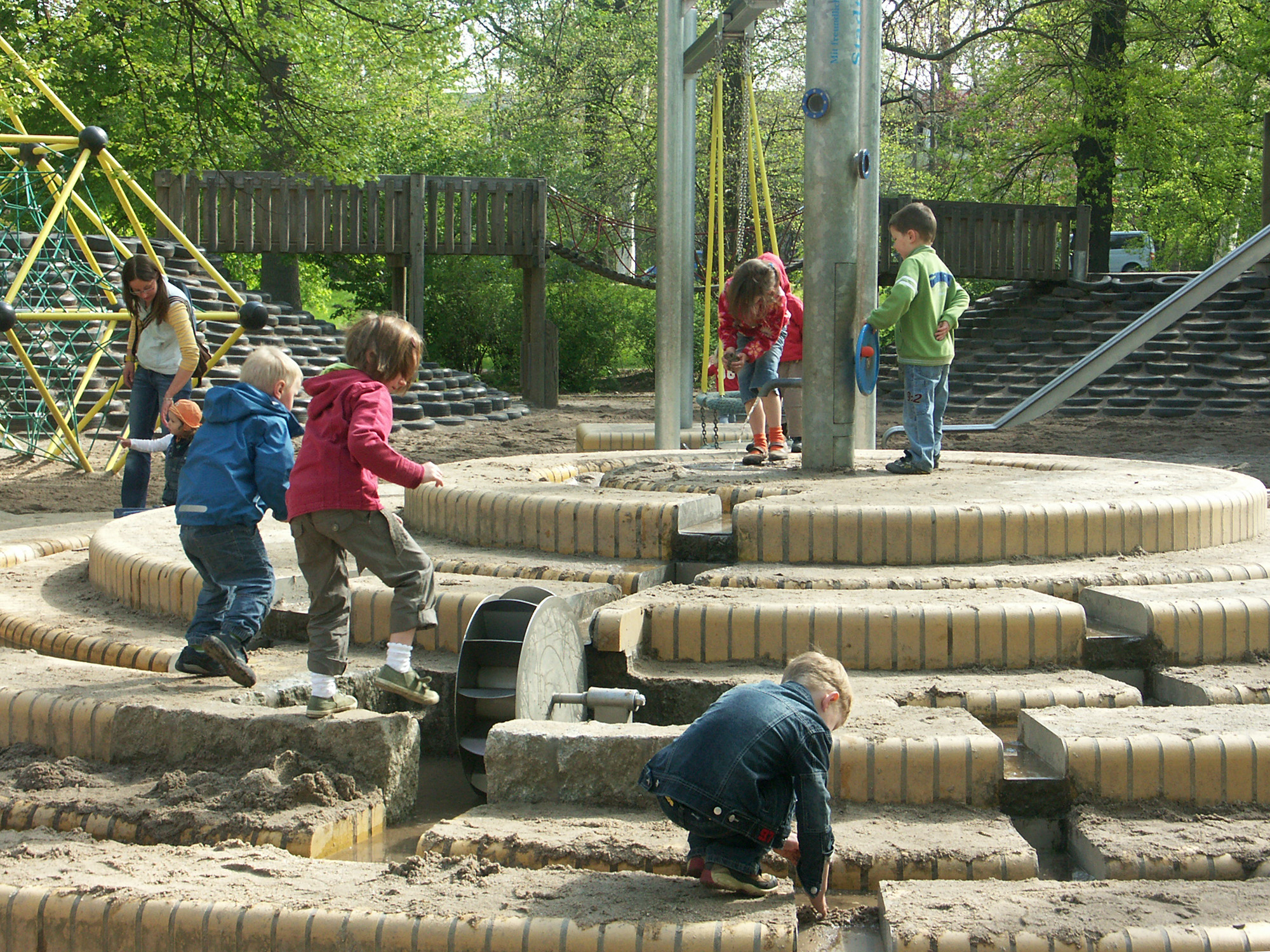
L'aire de jeu du parc Scheibenholz
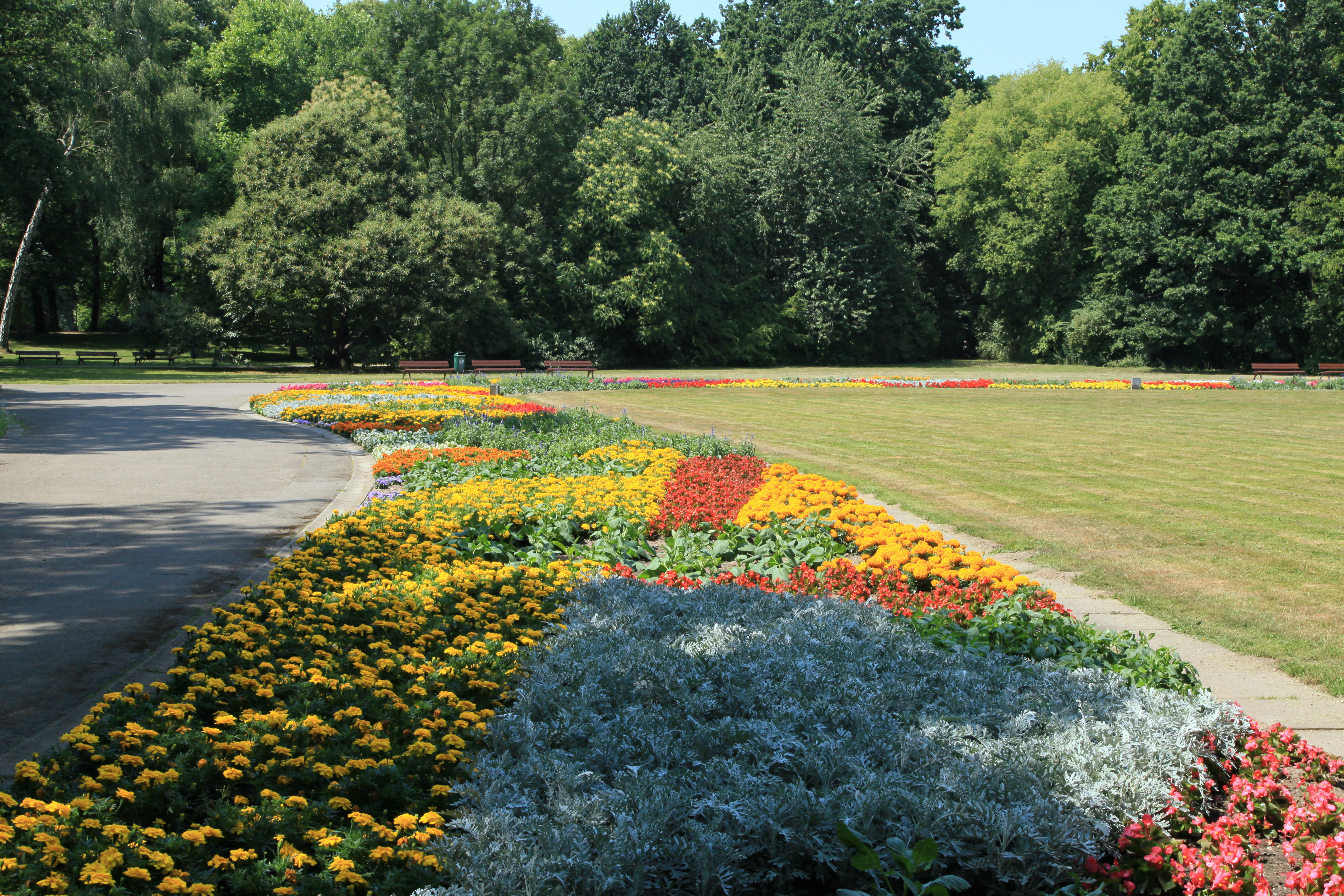
Parterre de fleurs
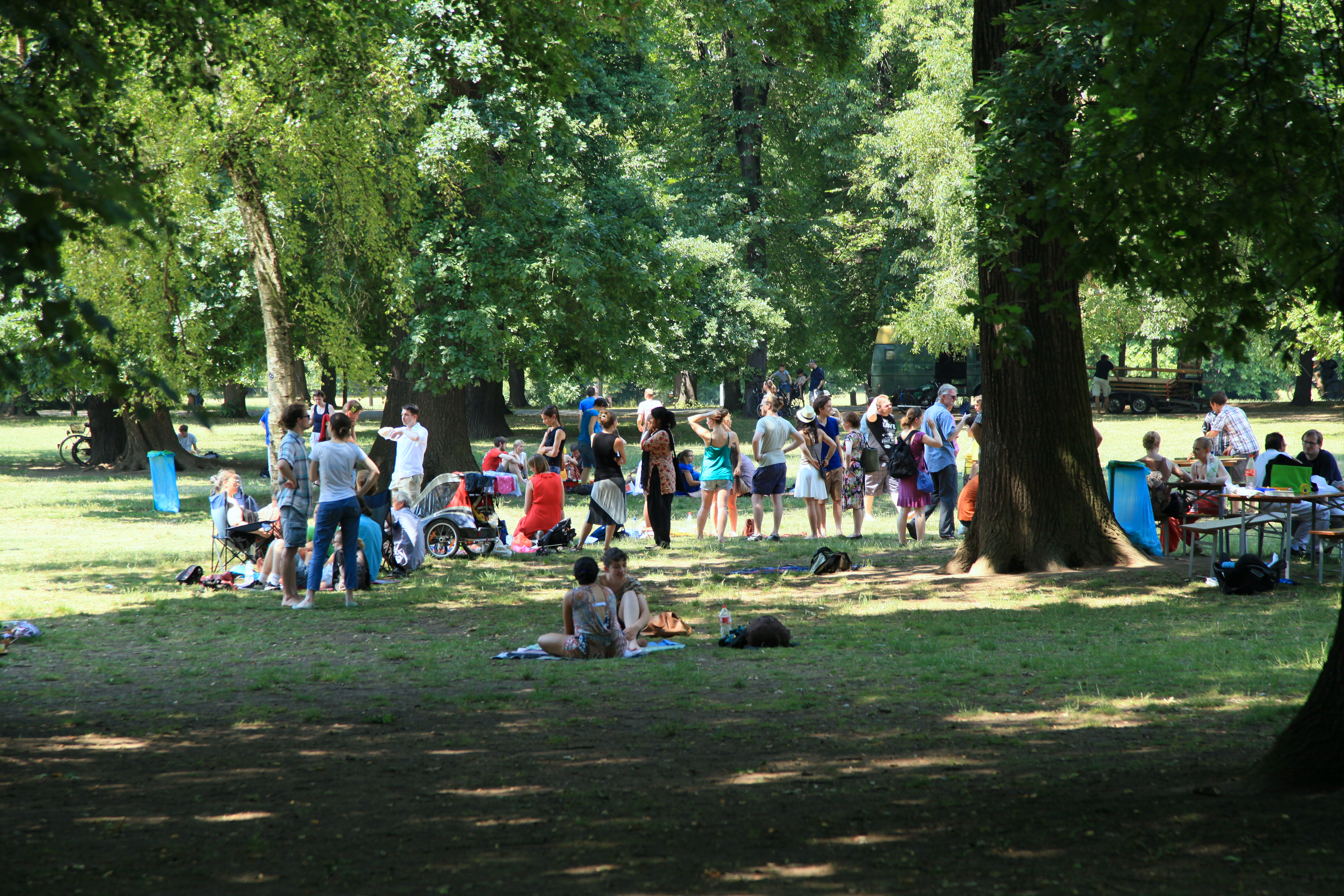
Le parc en été
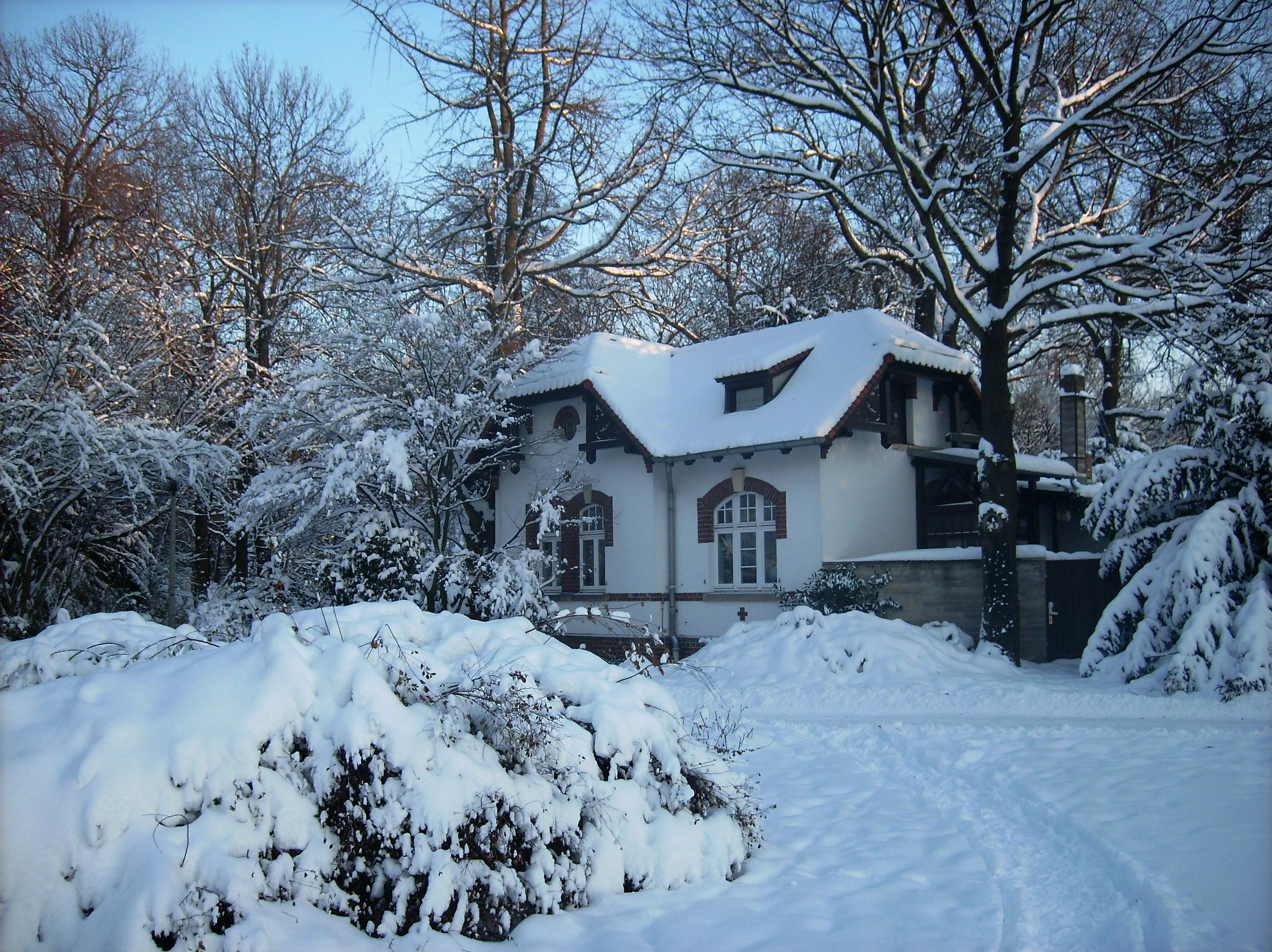
Le parc en hiver
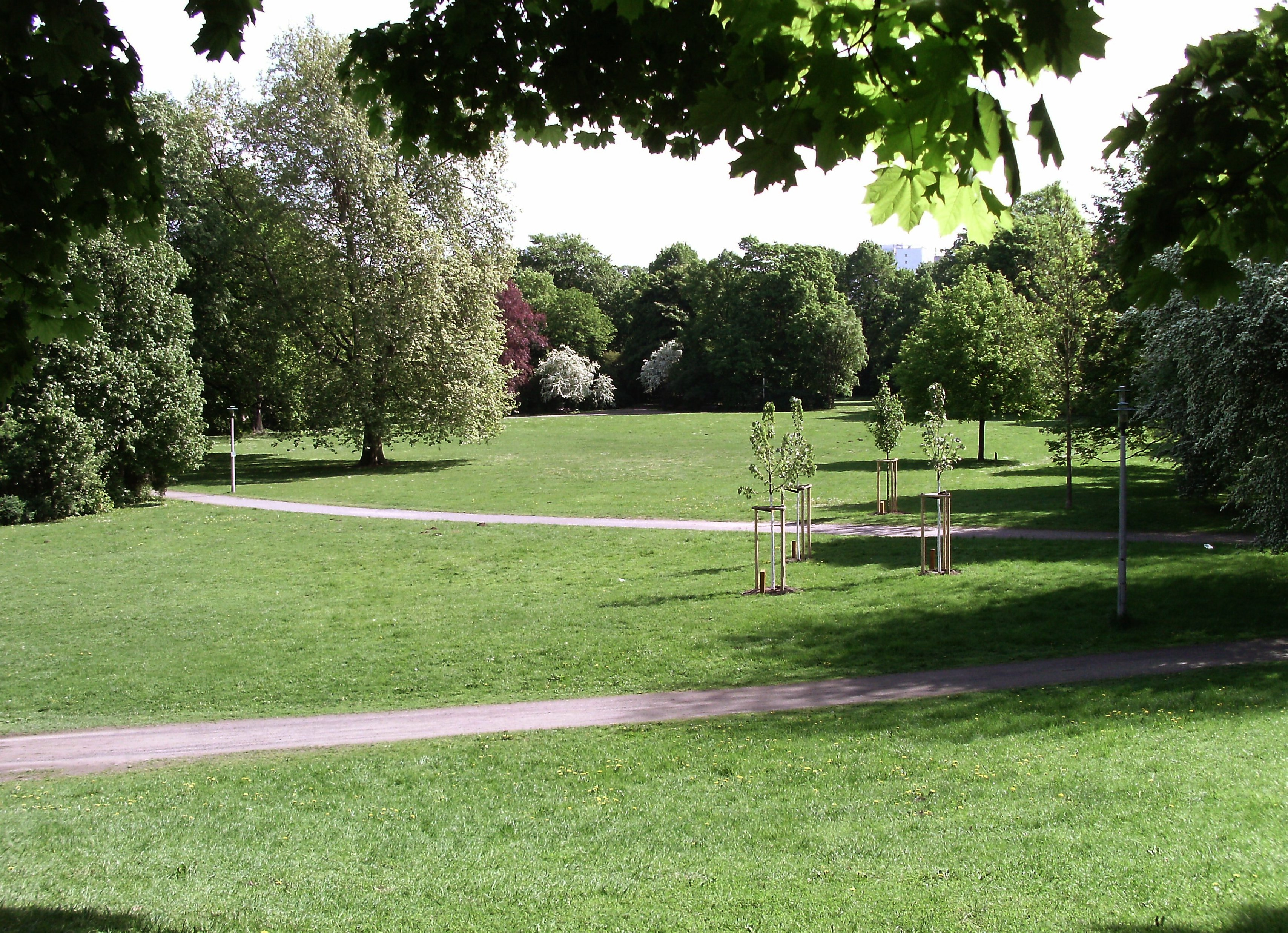
Le parc au printemps
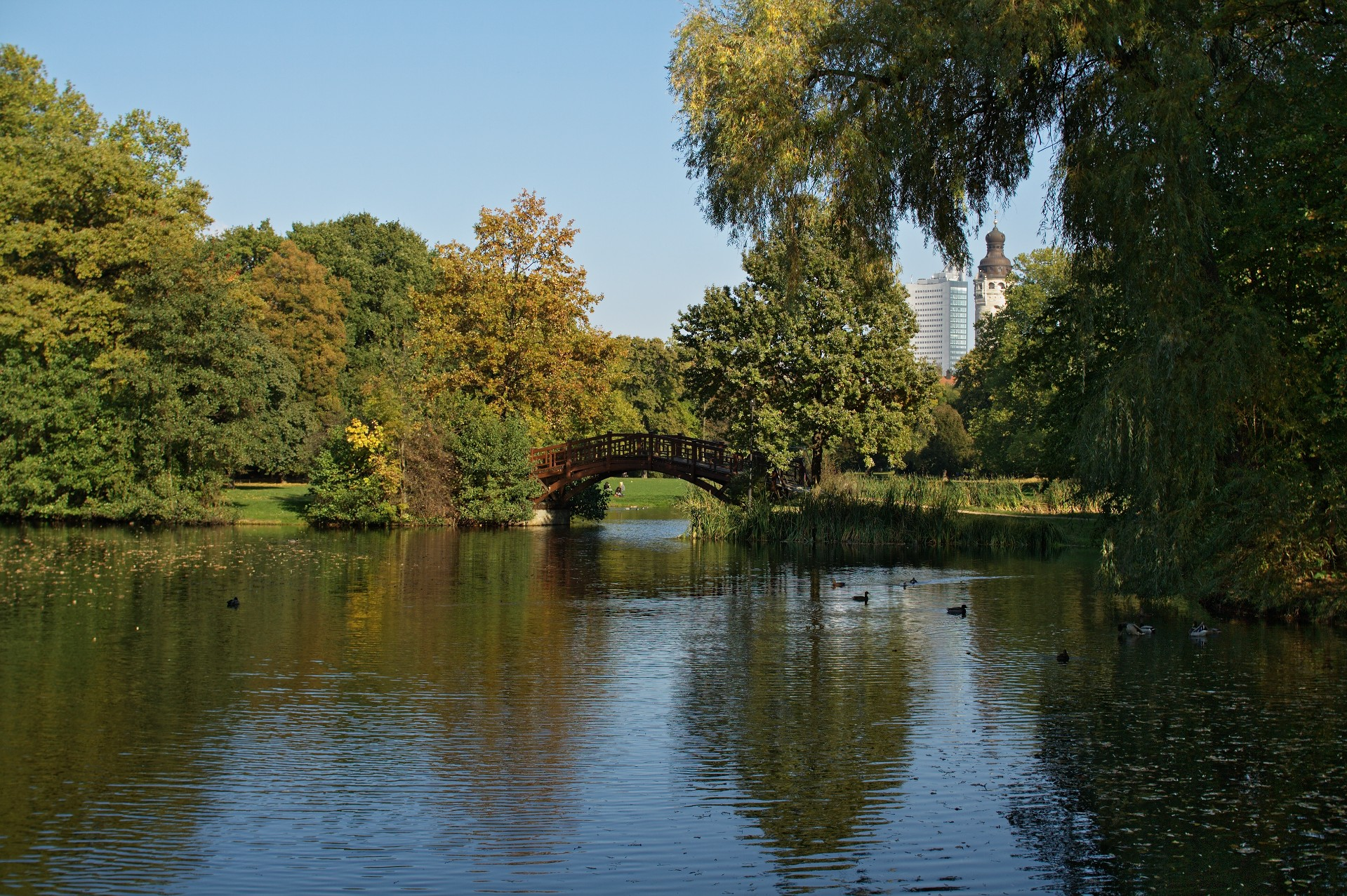
L'étang du parc Johanna